# Comarcas gerundenses

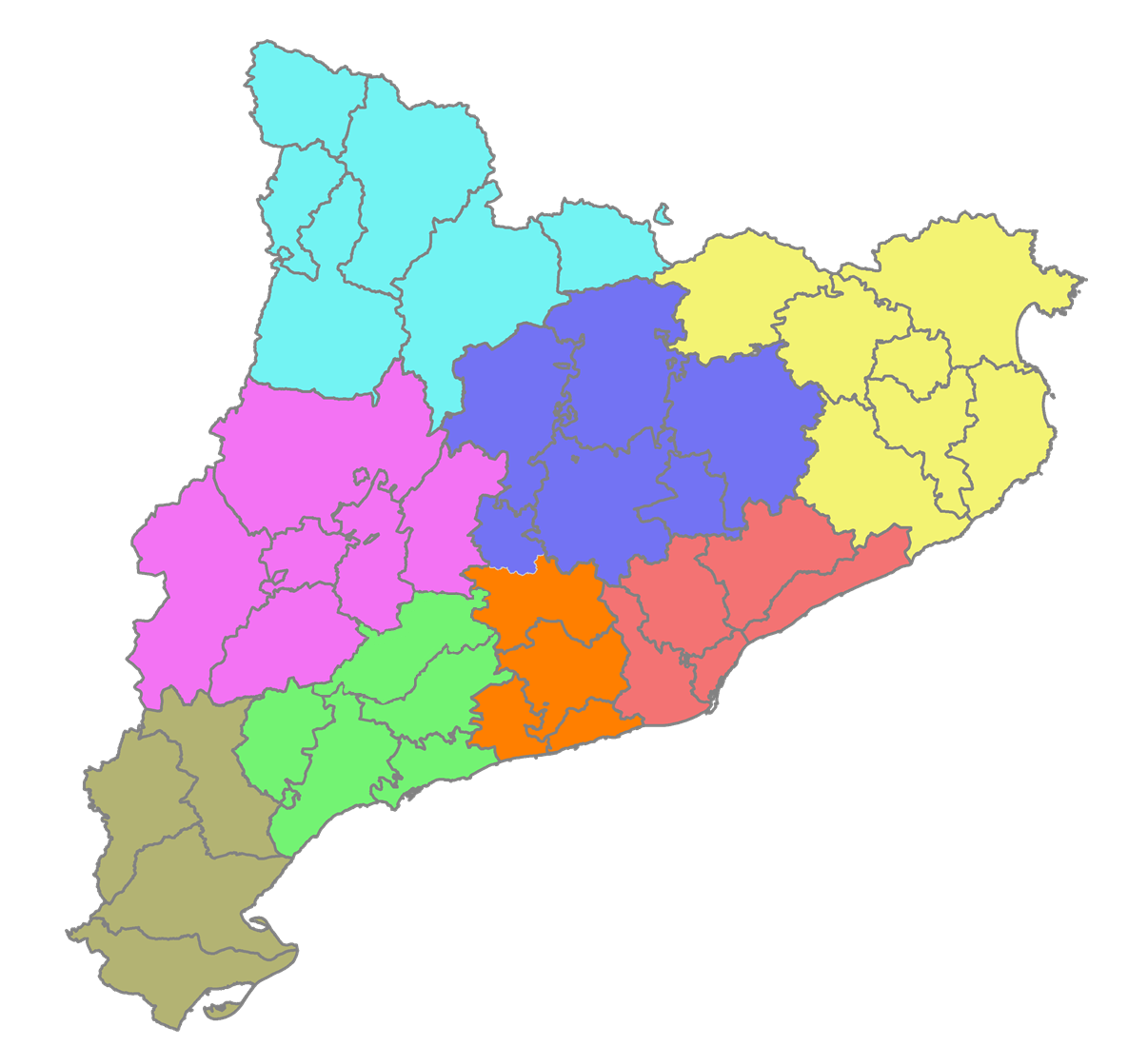
Ámbitos funcionales territoriales de Cataluña:
Ámbito metropolitano de Barcelona
Comarcas gerundenses
Campo de Tarragona
Tierras del Ebro
Poniente
Panadés
Comarcas centrales
Alto Pirineo y Arán

Comarcas y municipios de Comarcas gerundenses.

Las comarcas gerundenses (en catalán y oficialmente Comarques Gironines) es uno de los ocho ámbitos funcionales territoriales de la Generalidad de Cataluña definidos en el Plan territorial general de Cataluña, para un hipotético desarrollo de Cataluña en veguerías. Tiene 5584 km² y 804 851 habitantes.
Incluye las comarcas de la periferia de la ciudad de Gerona: el Gironés, la Selva, el Pla de l'Estany, la Garrocha, el Ripollés, el Alto Ampurdán y el Bajo Ampurdán. A veces también se emplea el término comarcas gerundenses para referirse a la provincia de Gerona: de hecho, la única diferencia es que la provincia de Gerona incluye también una parte de la comarca de la Baja Cerdaña.
Las poblaciones más importantes son Gerona, Olot y Figueras, seguidas de San Feliu de Guixols, Blanes, La Bisbal del Ampurdán, Lloret de Mar, Palamós y Castillo de Aro. La economía está muy diversificada: agricultura, ganadería, industria, servicios (administrativos, turísticos de playa, turísticos culturales, logística), etc.

## Comarcas
| Comarca         | Provincia(s)       | Habitantes (2024) |
| --------------- | ------------------ | ----------------- |
| Alto Ampurdán   | Gerona             | 148 732           |
| Bajo Ampurdán   | Gerona             | 143 443           |
| La Garrocha     | Gerona             | 62 449            |
| Gironés         | Gerona             | 205 573           |
| Pla de l'Estany | Gerona             | 33 564            |
| Ripollés        | Gerona             | 25 826            |
| Selva           | Gerona y Barcelona | 185 264           |